# Підвіска макферсон

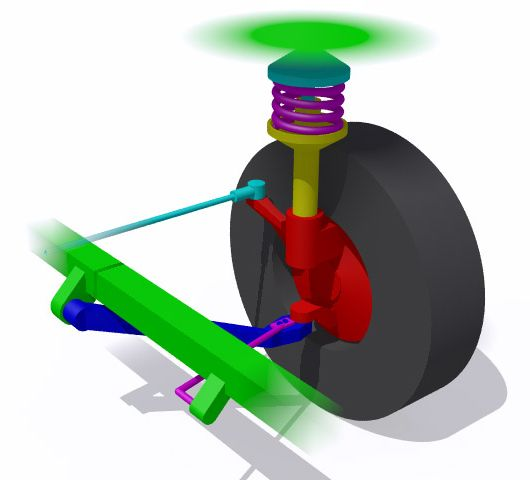
Підвіска макферсон на прикладі лівого переднього колеса на автомобілі з приводом на задні колеса:
Деталі кузова;
Нижній важіль;
Стабілізатор поперечної стійкості;
Пружний елемент (пружина);
Амортизаторна стійка;
Шарнірне кріплення стійки;
Поворотний кулак і маточина колеса;
Тяга керма;

Підвіска макферсон вона ж підвіска МакФерсона (англ. MacPherson suspension) — незалежна підвіска, у якої напрямний пристрій кожного колеса має телескопічний механізм, з'єднаний у верхній частині з рамою (кузовом) шарнірно, а в нижній — через шарнірно приєднаний важіль.

## Загальні поняття
Конструкцію було отримано шляхом трансформації підвіски на подвійних поперечних важелях. У ній залишено лише один поперечний важіль внизу, взаміну другого важеля застосовано високо розташований під крилом шарнір — місце кріплення на бризковику крила поворотної (у випадку передньої підвіски з керованими колесами) стійки (англ. MacPherson strut — амортизаторна стійка), що відіграє одночасно роль амортизатора і зв'язує цей шарнір з нижнім поперечним важелем. Стабілізатор поперечної стійкості у такій підвісці може грати роль частини нижнього важеля — стабілізатора поперечної стійкості, хоча у переважній більшості зазвичай застосовують трикутні або Г-подібні важелі і окремий стабілізатор.
Для підвіски макферсон важливе значення має такий параметр, як нахил амортизаторної стійки. Для корекції ходових якостей автомобіля застосовують як подовжній, так і поперечний нахил.
У рідкісних випадках як пружний елемент у підвісці макферсон може використовуватися не пружина, а торсіон. Приклад такої підвіски — передня на «Порше 911». Крім цього, пружина у такій підвісці не обов'язково розташовується навколо амортизаторної стійки — наприклад, на Mercedes-Benz W124 і багатьох автомобілях платформи Ford Fox пружина і амортизаторна стійка передньої підвіски макферсон монтувались окремо одна від одної.
Підвіска макферсон може використовуватися як для передніх, так і для задніх коліс. Однак в англомовних країнах аналогічну підвіску задніх коліс прийнято називати «підвіскою Чепмена» (англ. Chapman strut).
У порівнянні з підвіскою на подвійних поперечних важелях, «макферсон» поступається за параметрами кінематики (головним чином через істотно більшу зміну розвалу коліс при ходах стиснення і відбою), у значно більшій мірі передає на кузов автомобіля вібрації і шуми, займає багато місця по висоті, а також складніша в обслуговуванні через необхідність демонтажу всієї стійки наприклад для заміни або ремонту амортизатора, зате дешевша і технологічніша у виробництві, компактна по ширині і має невелику масу, що зумовило широке її застосування в практиці сучасного автомобілебудування.

## Історичні дані

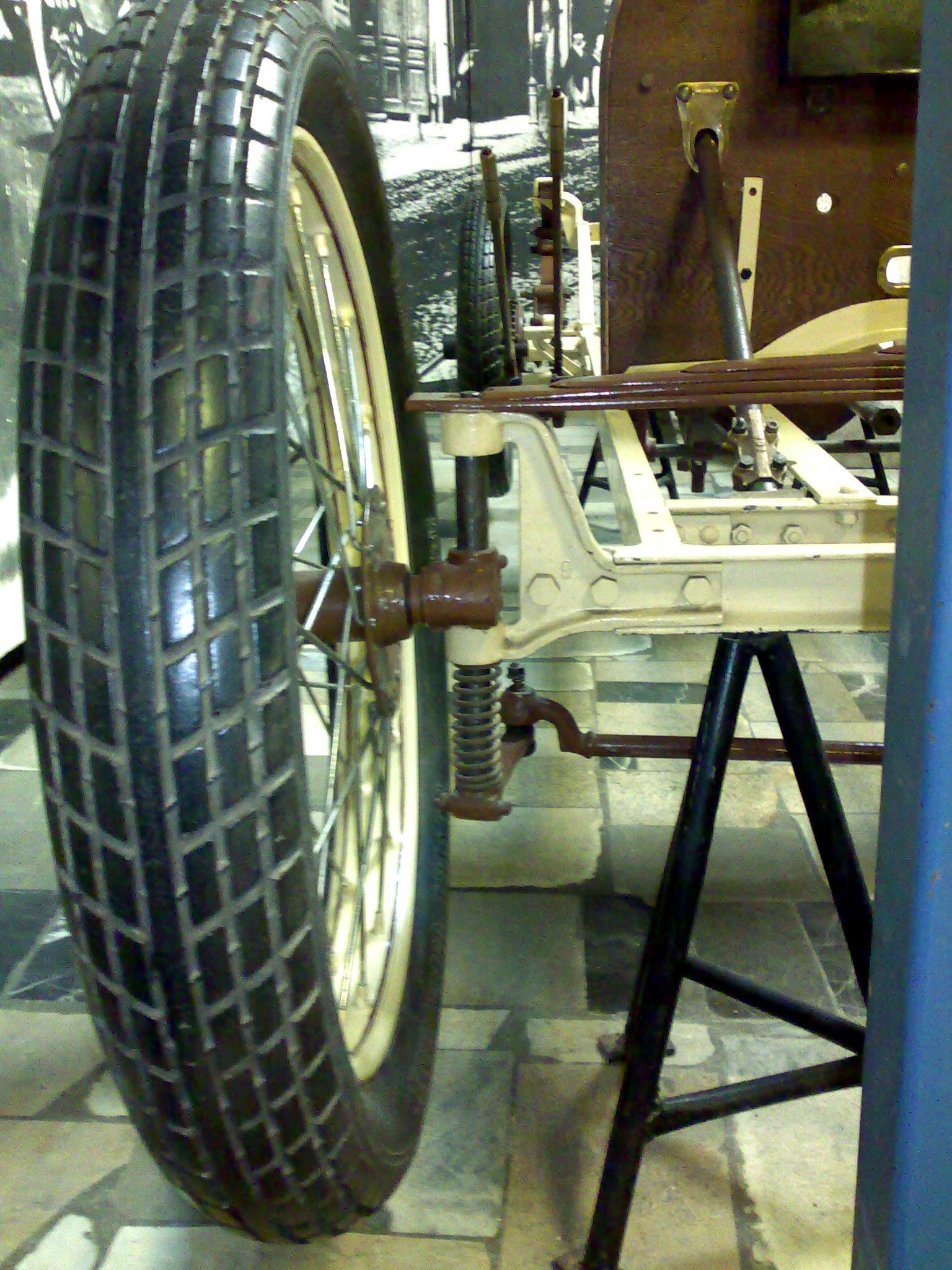
Підвіска типу «коливна свіча» — попередник «макферсона» (Fournier Voiturette BaBy, 1912 рік)

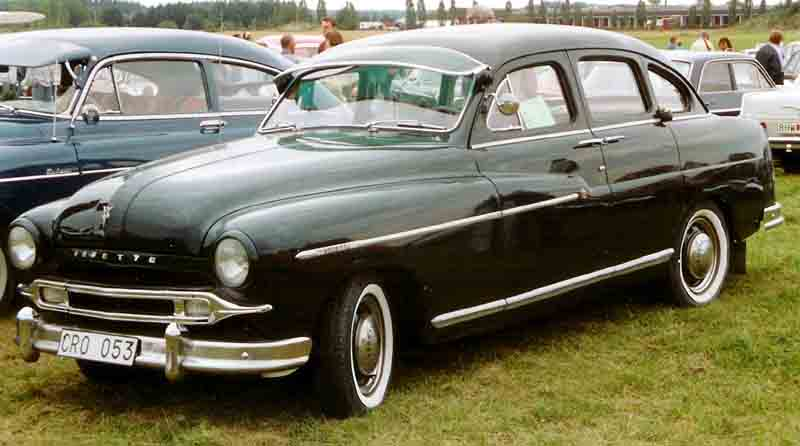
Ford Vedette — перший автомобіль з підвіскою системи МакФерсона

Ця підвіска була названа іменем американського інженера з фірми «Форд» Ерла Стилі МакФерсона (англ. Earle Steele MacPherson, 1891—1960), який розробив її у другій половині сорокових років, ще будучи співробітником GM і працюючи над проектом для американського ринку легкого і дешевого автомобіля Chevrolet Cadet, що не пішов у серійне виробництво, а згодом вперше застосував на серійному авто моделі «Форд Ведет» 1948 року, що випускався французькою філією компанії. Пізніше вона використовувалась на Ford Zephyr (1950) і Ford Consul (1951), котрі також претендують на звання перших крупносерійних автомобілів з такою підвіскою, так як завод-виробник Vedette в Пуассі на початках мав значні труднощі з освоєнням нової моделі.
Насправді, багато в чому аналогічні до «макферсона» підвіски розроблялися і набагато раніше, від початку XX століття, зокрема, дуже схожий тип був розроблений інженером фірми «Фіат» Guido Fornaca в середині двадцятих років — вважається, що МакФерсон частково скористався його розробками.
Безпосередній предок цього типу підвіски — різновид передньої підвіски на двох поперечних важелях неоднакової довжини, в якій пружина в єдиному блоці з амортизатором була винесена в простір над верхнім важелем. Це робило підвіску компактнішою, і дозволяло на автомобілі з переднім приводом пропустити між важелями піввісь з шарніром.
Замінивши верхній важіль з кульовою опорою і розташованої над ним блоком амортизатора і пружини на амортизаторну стійку із закріпленим на бризковику крила поворотним шарніром, МакФерсон отримав компактну, конструктивно просту і дешеву підвіску, названу його ім'ям, яка незабаром була застосована на багатьох моделях компанії «Форд» для європейського ринку.
В оригінальному варіанті такої підвіски кульовий шарнір розташовувався на продовженні осі амортизаторної стійки, таким чином вісь амортизаторної стійки була і віссю повороту колеса. Пізніше, наприклад на Audi 80 та Volkswagen Passat перших поколінь, кульовий шарнір стали зміщати назовні до колеса, що дозволяло отримати менші, і навіть від'ємні значення плеча обкату.
Масового поширення ця підвіска набула лише у сімдесяті роки 20 ст., коли були остаточно вирішені технологічні проблеми, зокрема — масового виготовлення амортизаторних стійок з необхідним ресурсом. У зв'язку зі своєю технологічністю і дешевизною даний тип підвіски згодом швидко знайшов широке застосування в автомобілебудуванні, незважаючи на цілу низку недоліків.
У вісімдесяті роки намітилася тенденція до повсюдного використання підвіски макферсон, в тому числі — на великих і порівняно дорогих автомобілях (Audi 100, Mercedes-Benz W124, Opel Senator, практично весь модельний ряд BMW другої половини 70-х — початку 90-х років та інші, а також багато американських моделей). Однак згодом необхідність подальшого зростання технічних і споживчих якостей зумовила повернення на багатьох порівняно дорогих автомобілях до підвіски на подвійних поперечних важелях (Audi A4 і A6, Mercedes-Benz W210, наступні моделі BMW), дорожчої у виробництві але з кращими їздовими характеристиками.
МакФерсон створював свою підвіску для установки на всі колеса автомобіля, як передні, так і задні — зокрема, саме так вона була використана в проекті Chevrolet Cadet. Однак на перших серійних моделях підвіска його розробки була застосована тільки спереду, а задня з міркувань спрощення і здешевлення залишалася традиційною, залежною з жорстким ведучим мостом на поздовжніх ресорах.
Тільки в 1957 році інженер фірми «Лотус» Колін Чепмен застосував аналогічну підвіску для задніх коліс моделі «Лотус Еліт», тому її в англомовних країнах прийнято називати «підвіскою Чепмена». Але, наприклад, в Німеччині такої різниці не робиться, і поєднання «задня підвіска макферсон» вважається цілком припустимим.

## Переваги та недоліки
Основні переваги:
- мала собівартість виготовлення;
- компактність;
- велика відстань по висоті між опорними вузлами, що зменшує сили, що виникають в місцях кріплення до кузова;
- можливість здійснення великих конструктивних ходів;
- менша маса непідресорених частин;
- значний ресурс роботи та простота діагностування несправностей.

Основні недоліки:
- дещо гірші кінематичні характеристики в порівнянні з підвіскою на двох поперечних або поздовжніх важелях: при великому ході підвіски розвал (кут нахилу колеса до вертикальної площини) буде змінюватись, і тим більше, чим більший хід підвіски;
- передавання зусилля на порівняно слабкі бризковики крила, що вимагає їх підсилення, тому підвіска макферсон придатна головним чином для експлуатації на впорядкованих дорогах. При експлуатації у складних дорожніх умовах вона має меншу довговічність у порівнянні з іншими типами підвісок;
- небезпека експлуатації з «пробитою» стійкою, що приводить до порушень геометрії підвіски;
- складність ізоляції від дорожніх шумів;
- менша здатність до компенсації поздовжнього крену при гальмуванні у порівнянні з підвіскою на подвійних важелях. З 1990-х років важелі підвіски макферсон стали зазвичай робити L-подібними, з більшою основою, що дозволило відмовитися від використання плечей стабілізатора як частини важеля підвіски і задати оптимальнішу з точки зору протидії крену при гальмуванні геометрію;
- тертя між штоком і напрямною, що погіршує роботу підвіски.

Через перелічені недоліки, підвіска макферсон практично ніколи не використовується на:
- гоночних і дорогих спортивних моделях — перевага у вартості не компенсує деяке погіршення кінематики, критичне для таких автомобілів;
- легких вантажних автомобілях з незалежною підвіскою, через значні навантаження у зоні кріплення стійки до бризковика;
- тривалий час не застосовувалась на автомобілях з гідропневматичною підвіскою — через відсутність місця для гідропневматичного пружного елемента (але надалі використовувалась на автомобілях компанії Citroën, таких як: Citroën BX, Citroën Xantia, Citroën XM, Citroën C5 I покоління).